# الغواصة الألمانية يو-339
غواصة يو-339 غواصة يو بوت ألمانية من الفئة السابعة سي بنيت لسلاح بحرية ألمانيا النازية كريغسمارينه، في أحواض نورد سي ويرك خلال الحرب العالمية الثانية.